# 第40回NHK紅白歌合戦
『第40回NHK紅白歌合戦』（だいよんじっかいエヌエイチケイこうはくうたがっせん）は、1989年（平成元年）12月31日にNHKホールで行われた、通算40回目のNHK紅白歌合戦。19:20 - 20:55および21:00 - 23:45にNHKで生放送された。元号が平成へ改元されてから初めての開催となった。

## 概要
今回から放送時間・出場歌手も大幅に拡大され、初めて2部構成となった。放送時間は開始時刻を大幅に引き上げて当時過去最大の4時間20分になった。2部構成となった今回以降、1部と2部の間には、その年の最後の『NHKニュース』を放送する体制となる。ブラジルサンパウロ市のローカル放送について、TVレコードSPはスペシャル番組の名前は「IMAGENS DO JAPÃO 20 ANOS ESPECIAL - 40º FESTIVAL DA CANÇÃO POPULAR JAPONESA, 40º NHK KOOHAKU UTAGASSEN」。スペシャル番組は、奥原TVプロダクションズとTVレコードの協力と制作。テレビ番組から11:30 - 13:30を「イマージェンス・ド・ジャポンスペシャル番組の放送開始20周年」を放送した。
特に今回では19:20 - 20:55を「昭和の紅白」、21:00 - 23:45を「平成の紅白」として2部構成で放送した（採点の対象は第2部平成の紅白のみ）。19時台からの開始は、第2回（1952年）・第3回（1953年）に続いて36年振り3度目だが、第2回は1月3日放送、第3回は1月2日放送であるため、「大晦日放送」およびテレビ放送においては史上初となる。
『第31回日本レコード大賞』を中継するTBSは「拡大紅白は今回限り」と認識していたため、この時のNHKの対応には目を瞑る姿勢を示した。

### 当日のステージ
- 番組冒頭では情報カメラから見た東京タワーやNHKホールの外の景色をバックに松平がナレーションした後、出場歌手（全組ではなく裏番組に出演していない一部の歌手）で「東京ブギウギ」を歌った。松平が先に登場して挨拶と今回の趣旨説明の後、両司会者が登場。そこから始まった三田・武田の舌戦を松平が引き取り、「対抗意識が早くもメラメラでありますが、こういうのは私どっちかというと好きなんですよね。紅が勝とうが白が勝とうが世の中の大勢には全く影響ないんですけれども。でも、それをあえて承知の上でこだわって。正しい大晦日の過ごし方だと思いますよ、僕は」と述べる一幕があった。[1]。
- こうした舌戦があったものの前半部分の「昭和の紅白」は、前述の通り採点を伴う対戦形式ではない音楽ショーの形式をとった。ピンク・レディーとザ・タイガースが再結成、和田弘とマヒナスターズの再出場、第35回（1984年）への出場を機に歌手業を引退していた都はるみの復活（この年デビュー25周年。この日のみの復帰と発表していたが、翌1990年、歌手活動を完全再開[注釈 2][注釈 3]）、この年亡くなった美空ひばりの大親友の雪村いづみが、ひばりの「愛燦燦」を歌うなど、様々な話題があった。また歴代司会者である黒柳徹子・中村メイコ・森光子・藤倉修一・山川静夫・鈴木健二らが紅白についてスピーチをするコーナーも設けられた。松平からスピーチの時間につき、「1分間でお願いします」と何度も放送中念を押されたものの、誰1人これを守らず、時間が大幅に押す結果となってしまった。第1部については松平中心に進行がされた。
- この年は、ひばりの他に坂本九・山口百恵などの過去の紅白での名場面・歌唱映像も上映された。
- 会場には第1回（1951年）の出演者が招待された[注釈 4]。
- 後半部分の「平成の紅白」はこの年よりアナログハイビジョン[注釈 5]での試験放送が開始されたことから、第33回（1982年）から実験収録を実施してきた高精細度テレビジョン放送（ハイビジョン）での制作・放送が開始[注釈 6]される。1989年時点ではNHKホールにハイビジョン設備は常設されていなかったため、使用されるハイビジョンカメラの台数に限りがあったことから、第2部オープニングでの出場歌手紹介ではハイビジョンカメラでステージ全体を映し、ワイプで従来のテレビカメラで撮影し地上波とBS2(第1部)用に送出している出場歌手のアップ映像を映して対応した。本編中もテレビカメラの台数が充分にある標準画質版に比べアングルの切り替えが少なくなっている。テロップ類は、ハイビジョン用に挿入され直しているため表示位置が16:9の位置になっており、質も向上されている。ちなみに、BS2での第2部は16:9レターボックスサイズで放送したが、テロップ類は従来の位置に表示したため、黒縁をまたぐ形で表示された。
- 第2部のオープニングでは、第1回から第32回（1981年）及び第36回（1985年）から第38回（1987年）まで、長らく出場歌手入場時に使われた「乾杯の歌(スタイン・ソング)」が久々に演奏された。なお、スタイン・ソングは第47回（1996年）から第48回（1997年）において再度使用されている。
- 第2部のトップバッターを武田が務め、この年に放送された『3年B組金八先生』第3シリーズの主題歌『声援』を歌唱した。曲紹介は谷村新司と堀内孝雄（2人は、当時活動休止中であったアリスのメンバー。）が行った。武田は、過去に海援隊として出場歴があるが、今回はソロ歌手としての初出場でもあった。
- 今回から歌手応援席が廃止された[注釈 7]。
- Winkは直前に行われた『第31回日本レコード大賞』にて大賞を受賞直後にそのまま駆けつけ、出場者紹介時に「レコード大賞おめでとう!」と司会の松平にアナウンスされる。
- 中山美穂のステージ入場は奇術仕立てで行われた。3枚の板の内2つを開いて中を改め、板を閉めてから一回回し、再び開くと中山が出るという趣向の予定だった。だが本番に入ると、中を改めようとした時に板の一つの入口が開き、中山が入ろうとする場面が丸見えとなったため、とうとうタネがバレてしまった。
- 石川さゆりが紅白において、自身初の大トリを担当（紅組トリ自体は2回目）し、「風の盆恋歌」を熱唱した。
- 優勝は紅組。
- 様々な試みが行われたものの、これらは功を奏せず当時としては測定史上最低の視聴率を記録したため、関東地区では47.0%を記録した。
- ビデオリサーチ調べ、関東地区における瞬間最高視聴率は56.5%、歌手別では内藤やす子の出演時に記録された54.8%が最高となった[2]。

### 幻の「紅白廃止」と「アジア音楽祭」
1989年（平成元年）4月にNHK会長に就任した島桂次は「3年前から紅白担当者に対して、紅白をやめて、大晦日に国民的行事となるような新しい番組を考えられないものか、と注文しています」と発言し、1989年9月13日の定例記者会見でも「『紅白歌合戦』は今年で最後にしたいんだよ」と語った。この島会長の発言からその1週間後、NHKの遠藤利男放送総局長も「今年は紅白を例年通り行いますが、紅白を上回る企画があれば来年からでも紅白をやめたい」と発言した。
これらの発言の背景としては、紅白歌合戦の平均視聴率が1985年（昭和60年）に70%を下回ってから、1980年代末には50%台まで急降下したことや元号が昭和から平成へと変わり、今こそが紅白を打ち切る頃合いではないかとの声が高まったことなどがあった。紅白歌合戦の後継番組としては、アジアの歌手を一同に集めた『アジア音楽祭』が企画されていた。
しかしNHK幹部による一連の紅白廃止発言の後、視聴者からは紅白存続を求める電話が殺到した。島はその後、1991年（平成3年）4月に放送衛星打ち上げ失敗に関する国会での虚偽答弁を追及された事で同年7月に辞任に追い込まれ、後任の会長には長年に亘り紅白の制作に携わってきた川口幹夫が就任した事で結果的に紅白廃止の話は消滅した（ただし、その後も打ち切り話が幾度か出たことはある）。
本紅白では、アジアのトップスター歌手としてチョー・ヨンピル、ケー・ウンスク、アラン・タム、キム・ヨンジャ、パティ・キムの5人が出場したが、これは『アジア音楽祭』をにらんで、早々に出演が要請されていたからでもあった。

## 司会者
- 紅組：三田佳子
- 白組：武田鉄矢（この年の『愉快にオンステージ』ホスト役）
- 総合：松平定知（東京アナウンス室）
- ラジオ中継：金子辰雄（東京アナウンス室）

最終回の可能性があったこともあり（上述）、両組司会人選にあたりNHK内で局アナを推す声が多く、杉浦圭子（前回の総合司会）・松平定知（この年4月に『7時のニュース』から『NHKモーニングワイド』の平日7時台へ異動。1月7日の昭和天皇崩御時には夜7時から昭和が終わる23時59分まで昭和最後のニュースを担当した。紅白に携わるのはこれが初めて。）の起用が当初最有力視されていた。しかし実際は三田佳子（前回の審査員。夫が当時NHKプロデューサーの高橋康夫で、スタッフは高橋を介して三田に紅組司会の打診をしたという。また『大河ドラマ』の主演経験者が紅白の司会に起用されるのは史上初）・武田鉄矢が選出された。なお、白組司会起用が予想された松平が総合司会、紅組司会起用が予想された杉浦が進行役をそれぞれ担当した。

## 演奏
- 岡本章生とゲイスターズ（指揮 岡本章生）-オーケストラ・ボックス
  - 第1部のみ：三波春夫まで
- 三原綱木とザ・ニューブリード・東京放送管弦楽団（指揮 三原綱木）-ステージ
  - 第1部：藤山一郎-都はるみ以降、エンディングまで

※岡本章生とゲイスターズの紅白担当は今回で最後となり、翌年の第41回以降は三原綱木とザ・ニューブリードに統一された。

## 審査員
- 千代の富士貢（大相撲・横綱）：この年大相撲界初の国民栄誉賞を受賞。
- いしだあゆみ（女優）：この年上期の連続テレビ小説『青春家族』のヒロイン・阿川麻子役。
- ねじめ正一（作家）：この年『高円寺純情商店街』で第101回直木賞受賞。
- 小林浩美（プロゴルファー）：この年賞金ランキング2位となり注目を集める。
- 中村勘九郎[注釈 12]（歌舞伎俳優）：この年芸術祭賞を受賞。
- 村崎芙蓉子（医師・作家）：2年前出版の著書『カイワレ族の偏差値日記』が話題となり「カイワレ族」なる言葉が流行語となる。
- 西田敏行（俳優）：翌年の大河ドラマ『翔ぶが如く』の主人公・西郷隆盛役。
- 石岡瑛子（アートプロデューサー）：2年前の第29回グラミー賞でベスト・アルバム・パッケージ賞を受賞。
- 斎藤雅樹（東京読売巨人軍投手）：投手として巨人軍を日本一に導き、プロ野球記録を更新する11試合連続完投勝利を含む20勝（7敗）でセ・リーグ最多勝、最優秀防御率の2冠（最多勝、最優秀防御率ともに自身初）に加え、沢村賞の個人タイトルも獲得。
- 渡辺梓（女優）：この年下期の連続テレビ小説『和っこの金メダル』のヒロイン・秋津和子役。
- 沖清司・NHK番組制作局長
- ほか地方審査員のみなさん16名

## 大会委員長
- 遠藤利男･NHK放送総局長

## 出場歌手
紅組、      白組、      企画、      初出場、      返り咲き。
| 曲順 | 組   | 歌手名                 | 回 | 曲目               |
| ---- | ---- | ---------------------- | -- | ------------------ |
| 1    | 白   | 田端義夫               | 2  | かえり船           |
| 2    | 紅   | 織井茂子               | 6  | 君の名は           |
| 企画 | 企画 | 美空ひばり             |    | リンゴ追分         |
| 3    | 紅   | 雪村いづみ             | 10 | 愛燦燦             |
| 4    | 紅   | 松山恵子               | 8  | 未練の波止場       |
| 5    | 白   | 春日八郎               | 21 | お富さん           |
| 6    | 紅   | ペギー葉山             | 14 | 南国土佐を後にして |
| 7    | 白   | 村田英雄               | 27 | 王将               |
| 8    | 紅   | ピンク・レディー       | 2  | ヒット・メドレー   |
| 9    | 白   | ザ・タイガース         | 初 | ヒット・メドレー   |
| 10   | 紅   | 松尾和子               | 4  | 誰よりも君を愛す   |
| 10   | 紅   | 和田弘とマヒナスターズ | 10 | 誰よりも君を愛す   |
| 11   | 白   | 千昌夫                 | 15 | 北国の春           |
| 12   | 白   | 三波春夫               | 30 | 東京五輪音頭       |
| 13   | 白   | 藤山一郎               | 10 | 青い山脈           |
| 14   | 紅   | 都はるみ               | 21 | アンコ椿は恋の花   |

| 曲順 | 組 | 歌手名               | 回 | 曲目                                |
| ---- | -- | -------------------- | -- | ----------------------------------- |
| 15   | 白 | 武田鉄矢             | 初 | 声援                                |
| 16   | 紅 | 内藤やす子           | 初 | 六本木ララバイ'90                   |
| 17   | 白 | 少年隊               | 4  | まいったネ今夜                      |
| 18   | 紅 | 工藤静香             | 2  | 恋一夜                              |
| 19   | 白 | 男闘呼組             | 2  | TIME ZONE                           |
| 20   | 紅 | 中山美穂             | 2  | Virgin Eyes                         |
| 21   | 白 | 光GENJI              | 2  | 太陽がいっぱい                      |
| 22   | 紅 | Wink                 | 初 | 淋しい熱帯魚                        |
| 23   | 白 | チェッカーズ         | 6  | Friends and Dream                   |
| 24   | 紅 | 荻野目洋子           | 3  | ユア・マイ・ライフ                  |
| 25   | 白 | 伊藤多喜雄           | 初 | ソーラン節                          |
| 26   | 紅 | 加藤登紀子           | 2  | 百万本のバラ                        |
| 27   | 白 | アラン・タム         | 初 | 愛念（ゴイニム）                    |
| 28   | 紅 | キム・ヨンジャ       | 初 | 朝の国から                          |
| 29   | 白 | BAKUFU-SLUMP         | 2  | 大きな玉ねぎの下で 〜はるかなる想い |
| 30   | 紅 | 佐藤しのぶ           | 3  | ロンドンデリーの歌                  |
| 31   | 白 | 堀内孝雄             | 2  | 冗談じゃねえ                        |
| 32   | 紅 | 坂本冬美             | 2  | 男の情話                            |
| 33   | 白 | 鳥羽一郎             | 3  | 北の鷗唄                            |
| 34   | 紅 | 大月みやこ           | 4  | 女の舞                              |
| 35   | 白 | 沢田研二             | 16 | DOWN                                |
| 36   | 紅 | 小比類巻かほる       | 2  | いい子を抱いて眠りなよ              |
| 37   | 白 | 聖飢魔II             | 初 | 白い奇蹟                            |
| 38   | 紅 | 杏里                 | 2  | Groove A・Go・Go                    |
| 39   | 白 | 市村正親             | 初 | オペラ座の怪人より                  |
| 40   | 紅 | 島田歌穂             | 2  | I AM CHANGING                       |
| 41   | 白 | 細川たかし           | 15 | 北国へ                              |
| 42   | 紅 | ケー・ウンスク       | 2  | 酔いどれて                          |
| 43   | 白 | チョー・ヨンピル     | 3  | Q                                   |
| 44   | 紅 | 由紀さおり・安田祥子 | 初 | 赤とんぼ〜どこかに帰ろう            |
| 45   | 白 | 五木ひろし           | 19 | 暖簾                                |
| 46   | 紅 | パティ・キム         | 初 | 離別（イビョル）                    |
| 47   | 白 | 吉幾三               | 4  | 港                                  |
| 48   | 紅 | 八代亜紀             | 16 | 下町夢しぐれ                        |
| 49   | 白 | 森進一               | 22 | 指輪                                |
| 50   | 紅 | 小林幸子             | 11 | 福寿草                              |
| 51   | 白 | 谷村新司             | 3  | 陽はまた昇る                        |
| 52   | 紅 | 和田アキ子           | 13 | だってしょうがないじゃない          |
| 53   | 白 | 北島三郎             | 26 | 夜汽車                              |
| 54   | 紅 | 石川さゆり           | 12 | 風の盆恋歌                          |

### 選考を巡って
- ヘヴィメタルのジャンルから聖飢魔IIが初出場を果たす。ただし、歌唱した楽曲はメタルとはいえ穏やかなバラード曲であった。
- これまで紅白と縁のなかった内藤やす子が初出場を果たした。
- 松田聖子、小柳ルミ子、菅原洋一、近藤真彦が落選した。次点として紅組では小泉今日子、聖子、白組では菅原、近藤、尾形大作がいた。番組側は小柳と菅原の落選理由について、前者は「ステージを華やかにする存在でしたが、曲を含めて歌手活動があまり支持に繋がらなかった」、後者は「ポップスが歌える貴重な存在でしたが、人数に限りがあった。また話題曲があればお願いしたいと存じます」と説明した。菅原は落選に対し、「22年間ありがとうございました。自分なりに毎年プレッシャーを感じていました。それから解放された気持ちです」と述べた[7]。
- 前回返り咲き出場を果たした島倉千代子（この年デビュー35周年）も落選。
- 一方、前回落選した八代亜紀が第38回（1987年）以来2年ぶりの復帰となった。八代の返り咲き出場について、番組側は「昨年は横綱が体調を崩し休んだと考えて頂きたいと思います」と説明を行った[8]。
- この年7月に当時交際者だった近藤の自宅マンションで自殺未遂を起こし、当時活動休止中だった中森明菜に番組側は「再起を紅白のステージで」と出演依頼をしたが、体調不良を理由に辞退された。しかし、大晦日当日に近藤と共に復帰・謝罪会見を行った。この会見はテレビ朝日が本紅白の裏番組となった『朝まで生テレビ!』の年越し特番『年越し生テレビスペシャル』で独占生中継された。
- 前回まで、3年連続で白組司会を兼任しながら出場した加山雄三にも出場歌手専任でオファーがあったが、加山も「紅白において、僕のやるべきことは全てやり遂げたと思います」と辞退した。その他、松任谷由実、プリンセス・プリンセス（スケジュールの都合による）、田原俊彦、米米CLUB、久保田利伸も辞退[9]。
- 沢田研二はソロ、ザ・タイガースで2つの名義で出場し、1回の紅白で2回の出場という記録を残した。同一の回に複数名義で正式に出場するのは史上初。
- 和田弘とマヒナスターズは史上初の紅白両組からの出場経験者となった。
- 上記の通り前半は「昭和の紅白」として実施され、かつての紅白を彩った歌手や草創期の紅白に出場していた歌手の返り咲きが目立った。前回出場からのブランクが長かった歌手としては、織井茂子が第11回（1960年）以来29年ぶり（当時の紅白における最長ブランク記録）、田端義夫が第14回（1963年）以来26年ぶり、草創期の「紅白の顔」で白組トリも通算4回務めた藤山一郎が正式な出場歌手としては第15回（1964年）以来25年ぶり（出場時の年齢は満78歳であり、当時の史上最年長記録）など。通算20回以上紅白に出場した常連歌手であるものの、ここ数年は出場していなかった三波春夫（島倉千代子以来2人目且つ白組歌手で史上初の30回出場達成）、村田英雄、春日八郎などのベテランも再出場を果たした。
- 第1部「昭和の紅白」に出場した歌手のうち、後に再び紅白出場を果たした歌手は都はるみ（翌年の第41回 - 第48回〈1997年〉の8年連続）、ピンク・レディー（第41回、第51回〈2000年〉）、三波春夫（第50回〈1999年〉）、千昌夫（第62回〈2011年〉）のみである。また村田、春日、藤山、織井、田端、松山恵子、ペギー葉山、松尾和子にとっては、今回が生涯最後の紅白出場となった[注釈 19]。

## ゲスト出演者
- 松島詩子：第1部オープニング。
- 二葉あき子：同上。
- 加藤道子：同上。
- 有馬稲子：「時代の証言者」。
- 村松友視（作家）：同上。
- 中村紘子（ピアニスト）：同上。
- 川上哲治（NHK野球解説者）：同上。
- 佐藤太圭子（琉球舞踊家）：沖縄より中継。
- SMAP：光GENJIのバックダンサー。
- Mr.マリック：荻野目洋子と伊藤多喜雄の曲間。
- オリビア・ニュートン＝ジョン：VTR出演。キム・ヨンジャの曲紹介でメッセージを披露。

### 元司会のゲスト出演者
- 加藤道子：第1回紅組司会。
- 中村メイコ：第10〜12回紅組司会。
- 藤倉修一（元NHKアナウンサー）：第1・2回白組司会。
- 黒柳徹子：第9・31〜34回紅組司会。
- 山川静夫（NHK理事待遇）：第23・24回総合司会、第25〜33回白組司会。
- 森光子：第13・29・35回紅組司会。
- 鈴木健二（元NHKアナウンサー）：第34〜36回白組司会。

### 演奏ゲスト
- 坂田明：伊藤多喜雄のサックス伴奏。
- 塚田佳男：由紀さおり・安田祥子のピアノ伴奏。
- JAZZ MASTER：沢田研二のバックバンド。

### その他の番組担当者
- 杉浦圭子（東京アナウンス室）：第1部オープニングおよび地方審査員紹介